# Мориясу, Хадзимэ
Хадзимэ Мориясу (яп. 森保 一 Мориясу Хадзимэ, род. 23 августа 1968) — японский футболист и тренер.

## Клубная карьера
На протяжении своей футбольной карьеры выступал за клубы «Санфречче Хиросима», «Киото Пёрпл Санга», «Вегалта Сэндай».

## Национальная сборная
С 1992 по 1996 год сыграл за национальную сборную Японии 35 матчей, в которых забил 1 гол. Также участвовал в Кубке Азии по футболу 1992 года.

## Статистика за сборную
| Сборная Японии | Сборная Японии | Сборная Японии |
| Год            | Матчи          | Голы           |
| -------------- | -------------- | -------------- |
| 1992           | 7              | 0              |
| 1993           | 15             | 0              |
| 1994           | 4              | 0              |
| 1995           | 6              | 0              |
| 1996           | 3              | 1              |
| Итого          | 35             | 1              |

## Достижения
- Победитель Кубка Азии: 1992

## Тренерская карьера
С 2012 по 2017 годы возглавлял клуб «Санфречче Хиросима», после чего стал тренером молодёжной сборной Японии до 23 лет. 26 июля 2018 года назначен главным тренером основной сборной Японии с продолжением работы в олимпийской сборной страны.